# Classe ATC V10
La classe ATC V10, dénommée « Agents radiopharmaceutiques à usage thérapeutique », est un sous-groupe thérapeutique de la classification anatomique, thérapeutique et chimique, développée par l'OMS pour classer les médicaments et autres produits médicaux. La classe ATC vétérinaire correspondante dans la classification ATCvet est QV10. Le sous-groupe présenté ici est celui établi par l'OMS, et peut donc différer des versions dérivées utilisées dans certains pays. Il fait partie du groupe anatomique V de la classification, intitulé « Divers ».

## V10A Produits anti-inflammatoires

### V10AA Dérivés de 90Y-Yttrium
V10AA01 90Y-Yttrium colloïde de citrate
V10AA02 90Y-Yttrium colloïde de ferrihydroxyde
V10AA03 90Y-Yttrium colloïde de silicate

### V10AX Autres produits radiopharmaceutiques anti-inflammatoires
V10AX01 32P-Phosphoreux colloïde de phosphate chromique
V10AX02 153Sm-Samarium colloïde d'hydroxyapatite
V10AX03 165Dy-Dysprosium colloïde
V10AX04 169Er-Erbium colloïde de citrate
V10AX05 186Re-Rhénium colloïde de sulfure
V10AX06 198Au-Or colloïdal

## V10B Palliation de la douleur

### V10BX Divers produits radiopharmaceutiques pour la palliation de la douleur
V10BX01 89Sr-Strontium chlorure
V10BX02 153Sm-Samarium lexidronam
V10BX03 186Re-Rhenium étidronique acide

## V10X Autres produits radiopharmaceutiques à usage thérapeutique

### V10XA Dérivés de l'131I-Iode
V10XA01 131I-Iode sodium iodure
V10XA02 131I-Iode iobenguane
V10XA53 131I-Tositumomab iodé

### V10XX Divers produits radiopharmaceutiques à usage thérapeutique
V10XX01 32P-Phosphate sodique
V10XX02 90Y-Ibritumomab tiuxétan
V10XX03 Radium (223Ra) dichlorure
V10XX04 Lutécium (177Lu) oxodotréotide